# Coño
Coño is een Nederlandstalige lied van de Nederlands-Surinaamse producer Puri en de Nederlandse rappers Jhorrmountain en Adje. Het werd in 2017 als single uitgebracht. In 2020 werd een Engelstalige versie van het nummer gemaakt, waarin de teksten van Adje geschrapt waren en gezang van de Amerikaanse zanger Jason Derulo is toegevoegd.

## Originele versie

### Achtergrond
Coño is geschreven door Julmar Simons, Jhorano Plet en Akshe Puri en geproduceerd door Adje, Puri, Gilian Chen, Jhorrmountain. Het is een nummer uit het genre nederhop met effecten uit de latinpop. In het lied rappen en zingen de artiesten over een mooie vrouw en welke seksuele handelingen ze met haar willen doen. Het nummer was de eerste grote hit voor zowel Puri als Jhorrmountain. Het lied bereikte in twee verschillende perioden grote populariteit; bij de oorspronkelijke uitgave en in 2020 toen het nummer viraal ging op mediaplatform TikTok. Er werd op TikTok een bijbehorende dansje gemaakt voor het nummer, dat door velen werd nagedaan en opgenomen.

### Hitnoteringen
De artiesten hadden succes met het lied in de hitlijsten van het Nederlands taalgebied. Het piekte op de achtste plaats van de Single Top 100 en stond twintig weken in deze hitlijst. In de Nederlandse Top 40 kwam het tot de negentiende plaats en was het negen weken te vinden. Er was geen notering in de Vlaamse Ultratop 50, maar het kwam wel tot de 28e positie van de Ultratip 100.

## Jason Derulo Cover

### Achtergrond
De cover van Coño is geschreven door Akshe Puri, Gilian Chen, Jason Desrouleaux, Jhorano Plet, Julmar Simons en Shawn Charles en geproduceerd door Jason Derulo, Puri en Jhorrmountain. Het is een lied uit het genre hiphop met effecten uit de latinpop. Toen het originele nummer viraal ging op mediaplatform TikTok, deelde Derulo meerdere filmpjes waarop hij het bijbehorende dansje doen. Het nummer beviel hem zo erg, dat hij besloot om Puri een bericht te sturen waarin stond hoe veel hij van het nummer hield. Vervolgens deelde hij aan Puri enkele nieuwe teksten voor het nummer. Hierop besloten Derulo en Puri samen met Jhorrmountain een gehele nieuwe versie te maken. Derulo vergeleek Coño met Savage Love (Laxed – Siren Beat), een nummer die hij ook via TikTok hoorde en besloot om een eigen versie van te maken.

### Hitnoteringen
De Engelstalige cover van Coño was een internationaal succes. De hoogste positie was in Argentinië, waar het de 23e plaats bereikte en acht weken in de lijst stond. In Oostenrijk piekte het op de 42e plek en was het tien weken in de hitlijst van dat land te vinden. In de elf weken dat het in de Duitse hitlijst stond, kwam het tot de 47e positie. In de Nederlandse Single Top 100 evenaarde het niet het succes van de originele versie, maar kwam het toch tot de 52e plaats. Het stond ditmaal elf weken in de lijst. Ook in het Verenigd Koninkrijk was er een notering. Het bereikte hier de 55e plek en stond negen weken in de desbetreffende hitlijst. In Frankrijk kwam het tot de 61e en in Zwitserland tot de 74e plek. Het stond respectievelijk negen en acht weken in de lijsten. De Nederlandse Top 40 werd ditmaal niet bereikt; het kwam tot de achtste plaats van de Tipparade. Bij de cover was er opnieuw geen notering in de Vlaamse Ultratop 50. Het kwam bij de cover tot de dertigste plaats van de Ultratip 100.

## Andere covers
Tussen het origineel en de cover met Derulo, werd er in 2018 ook nog een remix uitgebracht met de drie originele artiesten en Sneakbo en Lisa Mercedez en in 2019 een remix van Ceky Viciny, Puri en El Bloonel. Deze remixen waren minder succesvol dan de andere versies.